# Gulnackad rödrock
Gulnackad rödrock (Ampedus erythrogonus) är en skalbaggsart som först beskrevs av Müller 1821.  Gulnackad rödrock ingår i släktet Ampedus, och familjen knäppare. Enligt den svenska rödlistan är arten nationellt utdöd i Sverige. Arten förekommer tillfälligtvis i Götaland. Arten har tidigare förekommit i Svealand men är numera lokalt utdöd. Artens livsmiljö är skogslandskap, jordbrukslandskap.